# Spoorlijn Saarbrücken-Burbach Untere Hütte - Saarbrücken Rangierbahnhof
De spoorlijn Saarbrücken-Burbach Untere Hütte - Saarbrücken Rangierbahnhof is een Duitse spoorlijn in Saarland en is als spoorlijn 3235 onder beheer van DB Netze. 

## Geschiedenis
Het traject werd door de Preußische Staatseisenbahnen geopend in 1910. 

## Treindiensten
De lijn is alleen in gebruik voor goederenvervoer van en naar de hoogovens van Saarstahl.

## Aansluitingen
In de volgende plaatsen is of was er een aansluiting op de volgende spoorlijnen:
Saarbrücken-Malstatt
DB 3221, spoorlijn tussen Saarbrücken-Malstatt en Saarbrücken von der Heydt
DB 3239, spoorlijn tussen de aansluiting Saardamm en Saarbrücken-Malstatt
Saarbrücken Rangierbahnhof
DB 3234, spoorlijn tussen de aansluiting Saardamm en Saarbrücken Rangierbahnhof

## Galerij

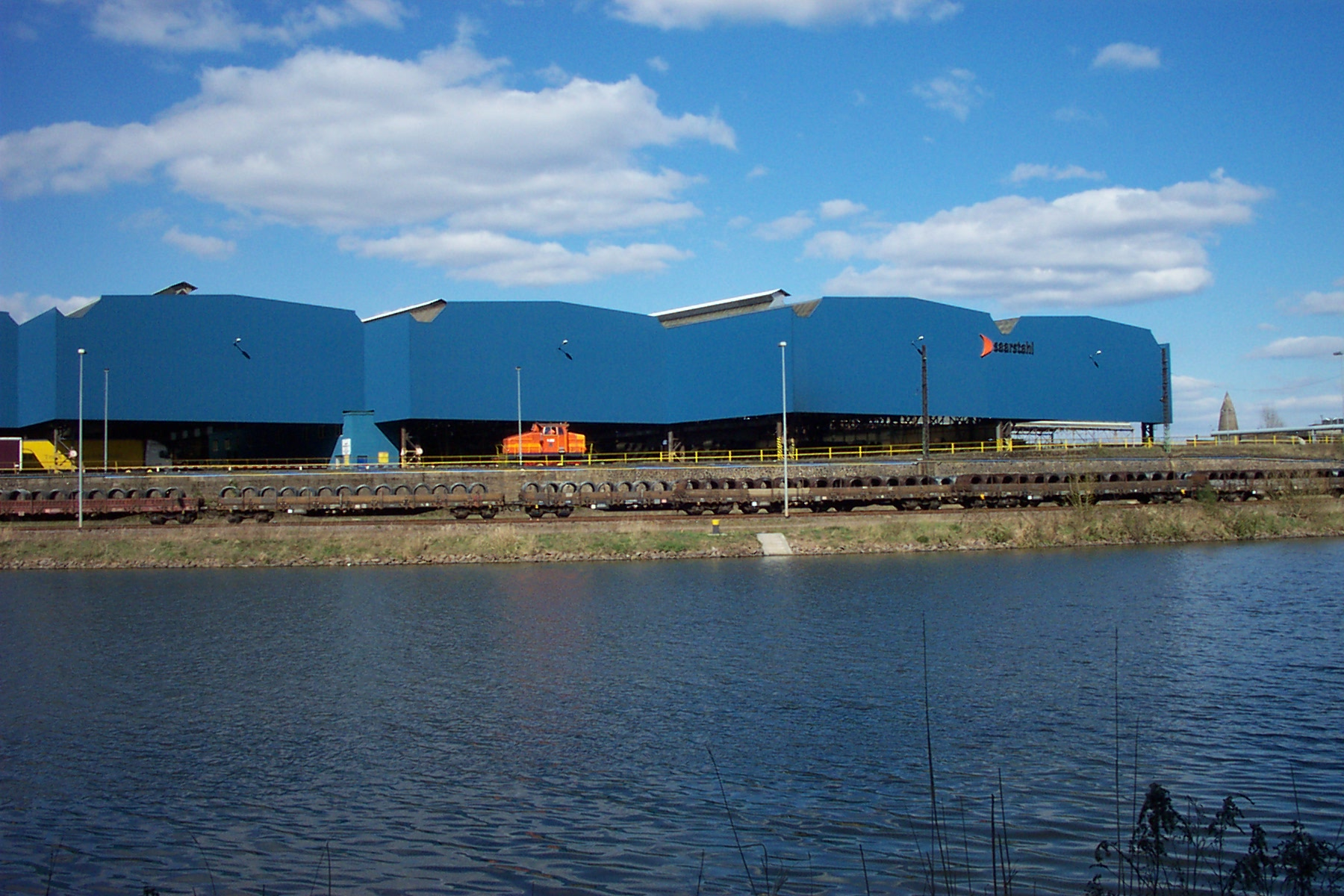
Saarstahl in Burbach
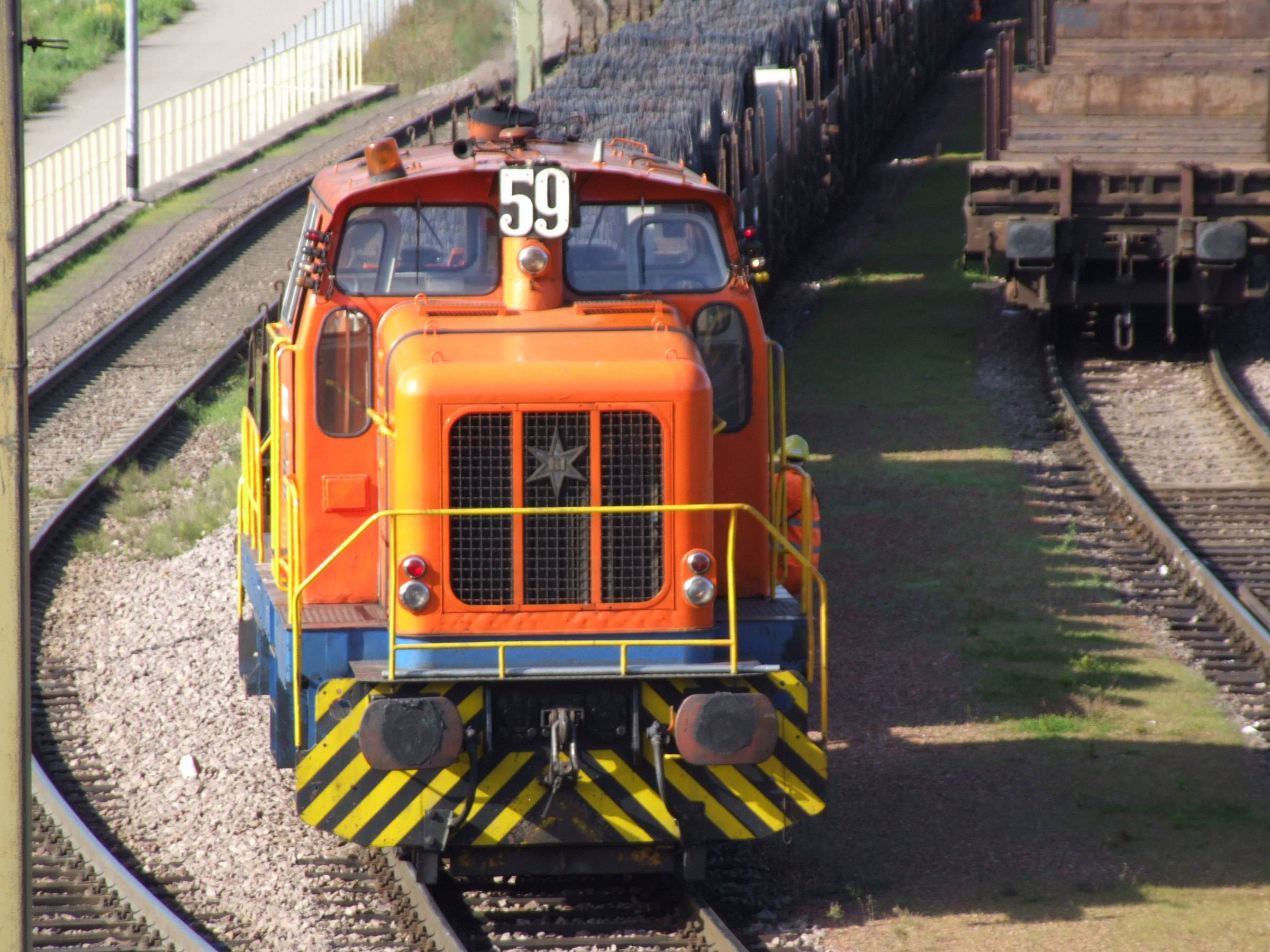
Hensche locomotief op de lijn